# Edward Seymour
Edward Seymour, eerste hertog van Somerset (circa 1500 - Londen, 22 januari 1552) was een Engelse edelman en van 1547 tot 1549 de facto regent van het land.

## Levensloop

### Afkomst en vroege carrière
Edward was een zoon van Sir John Seymour uit diens huwelijk met Margery Wentworth, dochter van Sir Henry Wentworth en afstammeling van koning Eduard III van Engeland. In 1514 werd hij lid van de hofhouding van Maria Tudor, als echtgenote van Lodewijk XII koningin van Frankrijk.
In 1523 diende Edward Seymour in de militaire campagne van Charles Brandon, hertog van Suffolk, in Frankrijk en op 1 november datzelfde jaar werd hij tot ridder geslagen. In 1527 begeleidde hij kardinaal Thomas Wolsey bij zijn gezantschap naar Frankrijk en in 1529 werd hij benoemd tot lid van de Esquire of the Body van koning Hendrik VIII. Vanaf dan steeg hij in de gunst van de Engelse koning.

### Opkomst onder Hendrik VIII
Toen Edwards zus Jane Seymour in 1536 de derde echtgenote van Hendrik VIII werd, werd Edward op 5 juni 1536 benoemd tot burggraaf Beauchamp en op 15 oktober 1537 tot graaf van Hertford. Ook werd hij in die periode Warden van de Scottish Marches. 
Ook na de dood van zijn zus bleef Edward Seymour in de koninklijke gunst. Toen Hendrik VIII in 1541 in Schotland was, beheerden Seymour, aartsbisschop van Canterbury Thomas Cranmer en baron Thomas Audley de regeringszaken in Londen. In 1542 werd Seymour opnieuw Warden van de Scottish Marches en enkele maanden later kreeg hij ook functie van Lord High Admiral, een post die hij al snel verloor aan John Dudley, de latere hertog van Northumberland. In maart 1544 werd hij benoemd tot luitenant-generaal van het noorden en kreeg de opdracht om de Schotten te straffen voor hun weigering om de jonge koningin Maria I, die nog maar een jaar oud was, uit te huwelijken aan Hendriks zoon Eduard VI. Hij landde in mei dat jaar in Leith, veroverde en plunderde Edinburgh en keerde een maand later terug naar Engeland.
In juli 1544 werd hij benoemd tot luitenant onder auspiciën van koningin Catharina Parr, die optrad als regentes toen Hendrik VIII het Beleg van Boulogne leidde. In augustus dat jaar vervoegde Seymour zich bij de koning en was hij aanwezig bij de overgave van Boulogne. In de herfst van 1544 was hij een van de afgevaardigden die door Hendrik VIII naar Vlaanderen werden gestuurd om keizer Karel V te herinneren aan de voorwaarden van zijn verdrag met Engeland. In januari 1545 kreeg hij het commando van de Engelse troepen in Boulogne, waar hij op 26 januari een poging van maarschalk Oudard du Biez om de stad te heroveren afweerde. In mei 1545 werd Seymour opnieuw luitenant-generaal in het noorden om de Schotse overwinning in de Slag bij Ancrum Moor te wreken en tot in september dat jaar richtte hij heel wat verwoestingen aan in Schotland. In maart 1546 ging hij terug naar Boulogne om het commando over de Engelse troepen over te nemen van Henry Howard, wiens commando geen succes was geweest. In juni dat jaar was Seymour betrokken bij de onderhandelingen over vrede met Frankrijk en de afbakening van de Engelse veroveringen.
Van oktober 1546 tot diens dood in januari 1547 verbleef Seymour in het gezelschap van de koning, die wegens zijn verslechterende gezondheid voorbereidingen aan het treffen was voor het regentschap van zijn minderjarige zoon Eduard.

### Periode alsLord Protector

#### Installatie van de regentenraad en oorlog tegen Schotland
Nadat Hendrik VIII was overleden, bepaalde zijn testament dat Engeland tot aan de achttiende verjaardag van Eduard VI bestuurd zou worden door een zestienkoppige regentenraad. Seymour liet zichzelf op 4 februari uitroepen tot Lord Protector en gouverneur van de koning, waardoor hij de leiding kreeg over de regentenraad en waarvan hij gebruik maakte om zichzelf te benoemen tot hertog van Somerset. In maart 1547 schonk Eduard VI hem eveneens het recht om leden van de Koninklijke Raad aan te stellen, een opdracht die normaal gezien aan de koning toekwam. 
Als Lord Protector probeerde Seymour de Schotten voor zich te winnen door hen autonomie, vrijhandel en gelijke rechten te beloven als ze zich bij Engeland zouden voegen. Ze waren echter niet onder de indruk en als wraak leidde hij in september 1547 opnieuw een leger naar Schotland. Op 10 september werden de Schotten verslagen in de Slag bij Pinkie Cleugh, waarna Seymour zijn garnizoenen de opdracht gaf om de Schotse tegenstand neer te slaan. De Engelse druk op de Schotten werd evenwel al snel ondermijnd door onrust in Engeland en zijn wens om Schotland te veroveren bleek hoe langer hoe meer onhaalbaar. De Schotten sloten een alliantie met Frankrijk, die versterkingen stuurden om Edinburgh te verdedigen, en koningin Maria werd verloofd met de latere koning Frans II, waardoor ze naar Frankrijk verhuisde. De kosten om de talrijke Engelse troepen in Schotland te houden ruïneerden dan weer de koninklijke schatkist. Een Franse aanval op Boulogne in augustus 1549 dwong Seymour uiteindelijk om zich terug te trekken uit Schotland.

#### Conflict met Thomas Seymour
Edward Seymour werd als Lord Protector geconfronteerd met de oppositie van zijn broer Thomas, die een groter deel van de macht en het gouverneurschap van de jonge koning opeiste. Seymour probeerde zijn broer af te schepen met een baronie, een benoeming tot admiraal en een zetel in de Koninklijke Raad, maar Thomas bleef naar macht streven. Hij manipuleerde koning Eduard VI en probeerde hem te overtuigen om Edward Seymour af te zetten als Lord Protector. In een poging de koning voor zich te winnen, huwde Thomas in april 1547 in het geheim met Catharina Parr, de weduwe van koning Hendrik VIII. In haar hofhouding zaten zowel Eduards halfzus Elizabeth als Lady Jane Grey. Nadat Parr in september 1548 stierf in het kraambed, begon Thomas Seymour Elizabeth het hof te maken, met het oog op een eventueel huwelijk. Elizabeth stond hier voor open, maar weigerde net als haar halfbroer Eduard VI in te stemmen zonder toestemming van de Kroonraad. Ondertussen probeerde Thomas Seymour Eduard VI uit te huwelijken aan zijn leeftijdsgenoot Jane Grey. De koning weigerde echter en als ultieme wanhoopspoging probeerde hij Eduard VI in januari 1549 te ontvoeren uit zijn slaapkamer. Thomas Seymour werd betrapt, gearresteerd en opgesloten in de Tower. Daarna werd hij wegens verraad ter dood veroordeeld en op 20 maart 1549 onthoofd.

#### Opstanden, val en executie
In 1548 werd Engeland geconfronteerd met sociale onrust. In april 1549 brak er een reeks van gewapende opstanden uit, aangewakkerd door verschillende religieuze en agrarische grieven. De twee ernstigste opstanden, die met een grootschalige militaire operatie onderdrukt moesten worden, waren enerzijds in Devon en Cornwall en anderzijds in Norfolk. De eerste, ook weleens de Prayer Book Rebellion genoemd, was vooral gericht tegen de oplegging van het Book of Common Prayer; de tweede, geleid door Robert Kett, keerde zich tegen de enclosure van gemeenschappelijke weilanden door landsheren. Het complexe aan de tweede opstand was dat de rebellen vonden dat ze legitiem handelden en dachten dat ze gesteund werden door Edward Seymour, ervan overtuigd dat de landsheren de wet hadden geschonden.
Bij meerdere opstanden in die tijd gebruikten de rebellen het argument dat ze gesteund werden door Seymour. Dit vond zijn oorsprong in het feit dat Seymour soms liberale, vaak tegenstrijdige uitspraken deed en vooral in de ongecoördineerde activiteiten van de commissies die hij in 1548 en 1549 had samengesteld om de grieven rond enclosure en soortgelijke zaken te onderzoeken. Deze commissies werden geleid door John Hales, die in zijn sociaalliberale retoriek de enclosurekwestie verbond met Reformatietheologie en het idee van een goddelijk gemenebest. Lokale groepen waren vaak van mening dat de bevindingen van de commissie hen de toestemming gaven om in opstand te komen tegen hun landsheren.
De desastreuze gebeurtenissen in 1549 waren voor de Koninklijke Raad een bewijs dat Seymours regering kolossaal faalde en de Lord Protector werd verantwoordelijk geacht voor de opstanden. Dit gaf aanleiding tot Seymours afzetting van de macht. Ten laatste op 1 oktober 1549 kreeg Seymour in de gaten dat zijn regering in gevaar was. Hij bracht koning Eduard VI voor zijn veiligheid naar Windsor Castle en vaardigde een proclamatie uit waarin hij om hulp smeekte. Ondertussen publiceerde de voltallige Koninklijke Raad de eerste details van het wanbeheer van Seymours regering. Ze maakten duidelijk dat Seymour Lord Protector was geworden zonder toestemming van het testament van Hendrik VIII. Op 11 oktober werd Seymour gearresteerd en naar de Tower gebracht.
In februari 1550 werd John Dudley, graaf van Warwick, aangesteld tot leider van de Koninklijke Raad en de feitelijke opvolger van Seymour. Kort daarna werd hij gerehabiliteerd en opnieuw in de Raad opgenomen, maar in oktober 1551 werd hij opnieuw opgesloten in de Tower. Hij werd ervan verdacht dat hij het regime van Dudley omver wilde werpen, wegens verraad ter dood veroordeeld en in januari 1552 middels onthoofding geëxecuteerd. Edward Seymour werd bijgezet in de Kerk van St. Peter ad Vincula.

## Huwelijken en nakomelingen
Rond 1527 huwde Edward Seymour met zijn eerste echtgenote Catherine Fillol (1507-1535), dochter en mede-erfgename van Sir William Fillol. Ze kregen twee zonen. Omdat er twijfel was over het vaderschap van deze kinderen, onterfde Edward Seymour hen in 1540:
- John (1527-1552)
- Edward (1529-1593), Sheriff van Devon

Na de dood van zijn eerste echtgenote huwde hij ten laatste op 9 maart 1535 met Anne Stanhope (1510-1587), dochter en erfgename van Sir Edward Stanhope. Uit hun huwelijk werden tien kinderen geboren:
- Edward (1537-1539), burggraaf Beauchamp
- Anne (1538-1588), huwde eerst in 1550 met John Dudley, graaf van Warwick, en daarna in 1555 met Sir Edward Unton
- Edward (1539-1621), graaf van Hertford, huwde eerst in 1560 met Catherine Grey (huwelijk werd in 1562 ontbonden), daarna in 1582 met Frances Howard, dochter van baron William Howard, en ten slotte in 1601 met Frances Howard, dochter van burggraaf Thomas Howard.
- Henry (1540-1588), admiraal, huwde met Joan Percy, dochter van Thomas Percy, graaf van Northumberland
- Margaret (1540-?), schrijfster
- Jane (1541-1561), hofdame van koningin Elizabeth I
- Catherine, jong gestorven
- Edward (1548-1574)
- Mary (1552-?), huwde eerst met Sir Andrew Rogers en daarna met Sir Henry Peyton
- Elizabeth (1552-1602), huwde met Sir Richard Knightley

- Bibliothèque nationale de France: cb10706841m (data)
- Biografisch Portaal: 00094142
- Gemeinsame Normdatei: 1012455653
- International Standard Name Identifier: 0000 0001 2124 8476
- Library of Congress Control Number: n50080421
- Nationale Bibliotheek van Israël: 987007279071805171
- Nationale Bibliotheek van Polen: a0000003734697
- Nederlandse Thesaurus van Auteursnamen: 074693212
- SNAC: w6pz64gw
- Trove: 1027185
- Union List of Artist Names: 500325894
- Virtual International Authority File: 24947105
- WorldCat: E39PBJjxtMDbbkgTrCt9g7D8YP